# Microsoft Office 98 Macintosh Edition
Microsoft Office 98 Macintosh Edition fue la primera versión de Microsoft Office para Mac OS. Fue presentado en la MacWorld Conference & Expo.

## Programas incluidos
- Microsoft Word 98
- Microsoft Excel 98
- Microsoft PowerPoint 98
- Microsoft Internet Explorer para Mac 4.0
- Microsoft Outlook Express 4.0

Hubo una edición rara de Microsoft Office 98 Macintosh Edition, llamado "Microsoft Office 98 Gold Edition". Esta versión incluye todo lo de la edición normal más Microsoft FrontPage Versión 1.0 para Macintosh, el software de referencias Microsoft Bookshelf 98 y Microsoft Encarta 98 Macintosh Deluxe Edition.

## Requisitos
- Un ordenador Mac OS compatible equipado con procesador PowerPC.
- Versión 7.5 del sistema operativo (Mac OS) o superior..
- Se necesita 16 MB para ejecutar una aplicación, y 32 MB recomendado para ejecutar múltiples aplicaciones.
- Suficiente espacio en disco, dependiendo del método de instalación: 'Drag and drop' o 'Fácil' (90 MB), 'Completo' (mínimo 43 MB y máximo 110 MB) o 'Ejecutar desde CD o Red' (7 MB en el disco duro).
- Un dispositivo CD-ROM.
- Un color de 8-bits o 4 bits en escala de grises con pantalla de al menos 640 x 400 de resolución.